# Dirke za velike nagrade
Dirke za velike nagrade imajo korenine v organiziranih avtomobilskih dirkah, ki so se začele v Franciji leta 1894. Hitro so se razvile od preprostih cestnih dirk iz enega mesta v drugega, do zahtevnih vzdržljivostnih dirk, ki so bile zahtevne tako za dirkače, kot za dirkalnike. Zaradi novih in novih inovacij ter vedno večja konkurence so hitrosti kmalu presegle 160 km/h, tudi zaradi dejstva, da so dirke potekale na za promet odprtih cestah, so bile pogoste žrtve tako med dirkači, kot tudi med gledalci.
Dirke so se sčasoma razvile v dirke formul in na koncu v Formulo 1, ki je nekako njen naslednik. Še vedno pa se vse dirke Formule 1 imenujejo velika nagrada.

## Grand Épreuves po sezonah
Za od sezone 1950 glej seznam Velikih nagrad Formule 1. Poševni tisk označuje dirke, ki so imele častni naziv Velika nagrada Evrope.

### 1906–1914
| Št | 1906     | 1907     | 1908     | 1912     | 1913     | 1914     |
| -- | -------- | -------- | -------- | -------- | -------- | -------- |
| 1  | Francija | Francija | Francija | Francija | Francija | Francija |

### 1921–1929
| Št | 1921     | 1922     | 1923     | 1924     | 1925     | 1926          | 1927         | 1928     | 1929     |
| -- | -------- | -------- | -------- | -------- | -------- | ------------- | ------------ | -------- | -------- |
| 1  | Francija | Francija | Indy 500 | Indy 500 | Indy 500 | Indy 500      | Indy 500     | Indy 500 | Indy 500 |
| 2  | Italija  | Italija  | Francija | Francija | Belgija  | Francija      | Francija     | Italija  | Francija |
| 3  |          |          | Italija  | Italija  | Francija | San Sebastián | Španija      |          |          |
| 4  |          |          |          |          | Italija  | V. Britanija  | Italija      |          |          |
| 5  |          |          |          |          |          | Italija       | V. Britanija |          |          |

### 1930–1939
| Št | 1930     | 1931     | 1932     | 1933     | 1934     | 1935     | 1936    | 1937    | 1938     | 1939     |
| -- | -------- | -------- | -------- | -------- | -------- | -------- | ------- | ------- | -------- | -------- |
| 1  | Indy 500 | Italija  | Italija  | Monako   | Monako   | Monako   | Monako  | Belgija | Francija | Belgija  |
| 2  | Belgija  | Francija | Francija | Francija | Francija | Francija | Nemčija | Nemčija | Nemčija  | Francija |
| 3  | Francija | Belgija  | Nemčija  | Belgija  | Nemčija  | Belgija  | Švica   | Monako  | Švica    | Nemčija  |
| 4  |          | Nemčija  |          | Italija  | Belgija  | Nemčija  | Italija | Švica   | Italija  | Švica    |
| 5  |          |          |          | Španija  | Italija  | Švica    |         | Italija |          |          |
| 6  |          |          |          |          | Španija  | Italija  |         |         |          |          |
| 7  |          |          |          |          |          | Španija  |         |         |          |          |

### 1946–1949
| Št | 1946          | 1947     | 1948         | 1949         |
| -- | ------------- | -------- | ------------ | ------------ |
| 1  | René le Bègue | Švica    | Monako       | V. Britanija |
| 2  | Nations       | Belgija  | Švica        | Belgija      |
| 3  | Valentino     | Italija  | Francija     | Švica        |
| 4  |               | Francija | Italija      | Francija     |
| 5  |               |          | V. Britanija | Italija      |

## Ostale pomembne dirke
- Velika nagrada Argentine
- Avusrennen
- Velika nagrada Barija
- Velika nagrada Beograda
- Velika nagrada Buenos Airesa
- Coppa Acerbo
- Coppa Ciano
- Velika nagrada Češkoslovaške
- Velika nagrada Doningtona
- Velika nagrada Nizozemske
- Velika nagrada Madžarske
- Velika nagrada Milana
- Mille Miglia
- Velika nagrada Maroka
- Velika nagrada Penya Rhina
- Velika nagrada San Sebastiana
- Targa Florio
- Velika nagrada Tripolija
- Velika nagrada Tunisa
- Velika nagrada ZDA
- Vanderbilt Cup
- Velika nagrada Zandvoorta

## Pomembnejši dirkači obdobja pred Formulo 1
- Antonio Ascari
- Robert Benoist
- Clemente Biondetti
- Georges Boillot
- Manfred von Brauchitsch
- Malcolm Campbell
- Rudolf Caracciola
- Luigi Chinetti
- Louis Chiron
- Albert Divo
- René Dreyfus
- Philippe Étancelin
- Luigi Fagioli
- Giuseppe Farina
- Enzo Ferrari
- Jules Goux
- Elizabeth Junek
- Hermann Lang
- Christian Lautenschlager
- Emilio Materassi
- Felice Nazzaro
- Guy Moll
- Hellé Nice
- Tazio Nuvolari
- Charles Pozzi
- Georges Philippe
- Bernd Rosemeyer
- Richard Seaman
- Henry Segrave
- Raymond Sommer
- Whitney Willard Straight
- Hans Stuck
- Ferenc Szisz
- Achille Varzi
- Emilio Villoresi
- Luigi Villoresi
- William Grover-Williams
- Jean-Pierre Wimille
- Juan Zanelli

## Galerija predvojnih dirkalnikov
Glej tudi Kategorija:Dirkalniki dirk za Veliko nagrado.
- Mercedes Silberpfeil-W154
- Mercedes Silberpfeil-W125 1937
- LangH-MB-W154
- Mercedes Silberpfeil-W25
- Mercedes Silberpfeil-W25
- Silberpfeil-W25
- Bugatti 35C
- Maserati 8CM
- Maserati 8CM
- Maserati 8CM
- Alfa Romeo P3
- Auto Union D
- Auto Union D
- Auto Union D
- ERA 2L R14B
- MG K3
- Bugatti 54
- Bugatti 35B
- AC Racing Special
- Opel
- Opel
- MHV Blitzen-Benz
- Renault
- Blitzen Benz